# 화인가 스캔들
《화인가 스캔들》(영어: Red Swan)은 디즈니+에서 2024년 7월 3일 부터 방영 중인 대한민국의 액션, 로맨스 드라마이다.

## 출연

### 주요 인물
- 김하늘 : 오완수 역
- 정지훈 : 서도윤 역

### 주변 인물
- 정겨운 : 김용국 역
- 서이숙 : 박미란 역
- 윤제문 : 한상일 역
- 기은세 : 장태라 역

### 그 외 인물
- 신수정 : 윤 비서 역
- 지수원 : 장수련 역
- 김태환 : 신주혁 역(†)
- 고윤 : 김용민 역
- 김윤지 : 서지연 역

### 기타 인물
- 미상 : 김두오 역(†)
- David Lee : 팔성복보스 역

## 참고 사항
- 제작 초기 언론 보도에서 '레드카펫', 'SHE', '더 리치'라는 제목이 거론됐으나 '화인가 스캔들(Red Swan)'로 최종 확정되었으며 집필자(최윤정)가 2018년 해당 작품을 처음 썼지만 제작사가 여러 차례 바뀐 끝에 2024년 디즈니 플러스에서[3] 간신히 편성됐다.